# Славин, Иосиф Еремеевич
Иосиф Еремеевич Славин-Бас (11 апреля 1893 — 15 марта 1938) — советский военный деятель и политработник, начальник управления военно-учебных заведений РККА, армейский комиссар 2-го ранга (1935). Репрессирован во время «Большого террора», реабилитирован посмертно.

## Биография
Родился в 1893 году в городе Белая Церковь, в многодетной еврейской семье. Его отец белоцерковский мещанин Ирмия Сруль-Иосифович (Срул-Йосевич) Бас его был торговцем скотом, мать — Ита-Двойра Ушеровна Бас. У него были братья Лейви-Ицхок (1882) и Юда (1898). В 1912 году экстерном сдал экзамены за семь классов гимназии. Зарабатывал на жизнь частными уроками. С 1912 года участвовал в работе марксистского кружка в городе Белая Церковь. В 1913 году поступил на военную службу в Русскую императорскую армию вольноопределяющимся. Участник Первой мировой войны, в боях восемь раз ранен. В начале 1915 года попал в плен к австро-венгерским войскам, находился в лагере военнопленных. В ноябре 1917 года в составе группы инвалидов отправлен в Россию. Член РСДРП(б) с 1917 года.
Жил в Киеве, там окончил гимназию и поступил на юридический факультет Киевского университета. Во время оккупации Украины немцами, а затем и после перехода Киева под контроль деникинской армии работал в красном подполье в Белой Церкви и Киеве. После занятия Киева красными войсками вступил в Красную Армию.
Участник Гражданской войны с февраля 1919 года. Находился на политической работе в войсках, был политбойцом, а с мая 1919 года — помощником начальника политотдела Гомельского укрепленного района. С сентября 1919 года — начальник политотдела отдельной Гомельской крепостной бригады и начальник политотдела 47-й стрелковой дивизии. В феврале 1920 года назначен начальником политотдела 60-й стрелковой дивизии, но в должность не вступил, так как заболел сыпным тифом. После выздоровления — помощник начальника тыла 12-й армии по политической части. С июня 1920 года — помощник начальника, а с сентября 1920 — начальник политуправления Киевского военного округа.
В мае 1921 года был демобилизован из РККА, вновь приехал в Киев, где был назначен заведующим Киевской губернской Рабоче-крестьянской инспекцией, а одновременно состоял членом Военного совета Киевского укрепленного района. В начале 1922 года назначен заместителем председателя Киевского губернского совнархоза и председателем Киевской товарной биржи. С конца 1922 года — Екатеринославский губернский прокурор.
В 1923 году возвращён в кадры РККА, где сразу назначен политическим инспектором Киевского военного района. С июля 1923 года — начальник политического секретариата Харьковского губернского военного комиссариат, с сентября 1923 года — помощник командующего по политической части и начальник политуправления 5-й Краснознамённой армии (штаб армии находился в городе Чита). С июля 1924 года — член РВС Туркестанского фронта, одновременно заведующий отделом агитации и пропаганды Среднеазиатского бюро ЦК ВКП(б). Участвовал в руководстве боевыми действиями по ликвидации басмачества. С июня 1925 года — начальник организационно-распределительного отдела Политуправления РККА (он же помощник начальника Политуправления РККА). С мая 1927 года — заместитель начальника Политуправления РККА. С июля 1928 года — слушатель курсов марксизма-ленинизма при ЦК ВКП(б). С мая 1930 года — член РВС и начальник политуправления Ленинградского военного округа. С сентября 1935 — начальник Управления военно-учебных заведений РККА.
Начальник политотдела стрелковой бригады, начальник политического отдела стрелковой дивизии на территории Украинской ССР, в конце 1923 и до октября 1924 — член  Затем переводится на должность члена РВС Туркестанского фронта, на которой служит до 1925 года.
Избирался членом ВЦИК и ЦИК СССР. Был членом Военного совета при наркоме обороны СССР.

## Репрессии
Во время внутрипартийной дискуссии 1923—1924 гг. поддерживал левую оппозицию.
На Иосифа Еремеевича написано огромное количество доносов от самых разных людей — члена Комиссии Советского Контроля Р. Кисиса, дивизионного комиссара Л. Якубовского, полкового комиссара В. Жлобницкого, дивинтенданта О. Латсон-Крашинского, члена партии Тулупчука, бригадного комиссара Л. Идельсона, бригадного комиссара Ф. Муромцева, бригадного комиссара А. Мошкина, корпусного комиссара И. Немерзелли, дивизионного комиссара П. Фельдмана, полковника И. Нефтерева, экс-секретаря Дальневосточного бюро ЦК ВКП(б) А. Буйко, бывшей троцкистки М. Подчасовой и других («покровительствовал троцкистам...сам троцкист... связан с убийцами Сергея Мироновича Кирова...» и прочие обвинения). Уже будучи арестованными, на него также дали показания как на троцкиста — А. Булин, Г. Осепян, М. Ланда, И. Грязнов, С. Меженинов, И. Неронов, И. Гринберг, Л. М. Хорош, Я. Зюзь-Яковенко, В. Винокуров, Б. Троянкер, И. Андреев и другие военачальники.
Арестован 5 октября 1937, признал себя виновным во всех обвинениях, на суде подтвердил свои показания. В последнем слове просил «дать возможность самым тяжёлым трудом искупить свои тягчайшие преступления и вернуться в советскую семью» , осуждён 15 марта 1938 ВКВС СССР по обвинению в участии в военно-фашистском заговоре и в тот же день расстрелян. Реабилитирован 7 января 1956 решением ВКВС СССР.

## Партийные съезды
Делегат 13-го (1924), 14-го (1925), 15-го (1927), 16-го (1930) и 17-го (1934) съездов партии, соответственно от ЦК ВКП(б) — заместитель заведующего отделом, ПУ РККА и дважды от Ленинградской парторганизации.

## Награды
- Орден Красного Знамени (20.02.1928[5])